# جامعة بورنموث
جامعة بورنموث هي جامعة عامة في بورنموث، إنجلترا، ويقع حرمها الجامعي الرئيسي في بول المجاورة. تأسست الجامعة عام 1992. ومع ذلك، فإن أصول سابقتها تعود إلى أوائل القرن العشرين.
تضم الجامعة حاليًا أكثر من 16000 طالب، بما في ذلك أكثر من 3000 طالب دولي. تشتهر الجامعة بعملها في الصناعات الإعلامية. عمل خريجو الجامعة على عدد من أفلام هوليوود، بما في ذلك فيلم جاذبية، الذي حصل على جائزة الإنجاز في المؤثرات المرئية أوسكار في حفل توزيع جوائز الأوسكار السادس والثمانين في عام 2015.
في عام 2017، حصلت جامعة بورنموث على تصنيف فضي في إطار التميز التعليمي، وهو تقييم حكومي لجودة التدريس الجامعي في الجامعات ومقدمي خدمات التعليم العالي الأخرى في إنجلترا.

## التاريخ

### المؤسسات السابقة
تأسست الجامعة لأول مرة في أوائل القرن العشرين باسم كلية بورنموث البلدية السابقة. قدمت الكلية في البداية دورات لإعداد الطلاب لشهادات جامعة لندن (1942-1976). في منتصف الستينات، كان هناك 6850 طالبًا في النهار والمساء. في وقت مبكر من عام 1965، في مجلس العموم، تم تسليط الضوء على عدد الطلاب في الكلية، وطُلب من وزير الخارجية النظر في طلب الالتحاق بالجامعة. في ذلك الوقت لم تكن الحكومة تنوي إنشاء أي جامعات جديدة حتى أواخر السبعينات.
في السبعينات أصبحت الكلية هي كلية بورنموث للتكنولوجيا. في وقت لاحق من ذلك العقد، بعد مراجعة من قبل لجنة التعليم في دورست، تغيرت كلية التكنولوجيا لتصبح معهد دورست للتعليم العالي (DIHE).
تم تعيين برنارد ماكمانوس مديراً في عام 1983 وأشرف على توسع كبير في المناهج وأعداد الطلاب، على خلفية حالة عدم اليقين الأولية بشأن حرم ويموث الجامعي. خلال هذا الوقت، تم توحيد حرم تالبوت الجامعي بعد أن تم إنشاؤه في عام 1976. كما تم بناء القرية الطلابية المجاورة. تم إنشاء حرم ثانٍ في لانسداون. شهدت الفترة بين 1983 و1994 توسع المعهد ليشمل تخصصات جديدة بما في ذلك التراث والسياحة والضرائب والعلاقات العامة والرسوم المتحركة الحاسوبية وأنظمة المعلومات. بقي حجرا أساس داخل مباني الجامعة. يقع حجر الأساس لكلية التكنولوجيا (السبعينات) في الردهة الرئيسية في حرم تالبوت. تم وضع حجر الأساس لمعهد دورست في دورست هاوس بالقرب مما يسمى الآن الحافة. تم تكريم برنارد ماكمانوس من قبل جامعة بورنموث بدرجة الدكتوراه الفخرية عام 2007.

### حالة الجامعة
سمح التوسع تحت قيادة الدكتور ماكمانوس للمعهد بتقديم حجة قوية ليصبح بوليتكنيك، والذي تم اكتسابه في عام 1990.في عام 1992، تم منح جميع المعاهد الفنية مكانة جامعية وتمت إعادة تسمية المعهد ليصبح جامعة بورنموث.
بحلول سبتمبر 1994، تم تجنيد أكثر من 9000 طالب على المستوى الوطني والدولي لشهادات البكالوريوس والدراسات العليا. بحلول عام 1996، حصلت الجامعة على 11 منصبًا أستاذًا جامعيًا، بما في ذلك:
- كرسي البريد الملكي في تحسين أداء الأعمال
- كرسي إنتل في التعاون المدعوم بالحاسوب
- رئيس الاتحاد البريطاني للممتلكات في علم الآثار والتنمية
- كرسي آي بي إم في الهندسة المتزامنة
- كرسي انترجراف في أتمتة التصميم الإلكتروني
- كرسي جي بي تي في هندسة البرمجيات
- كرسي ستيل ريمون في قانون الأعمال
- كرسي هيوليت باكارد في الرسوم المتحركة بالكمبيوتر
- كرسي سوتكليف في إدارة المطاعم
- كرسي ماركس وسبنسر في إدارة البيع بالتجزئة

أعلنت الجامعة في السنوات الأخيرة عن برنامج استثماري كبير، وبحلول عام 2018 تخطط لاستثمار 200 مليون جنيه إسترليني في المباني والمرافق الجديدة بما في ذلك مركز الطلاب الجديد، الذي تم افتتاحه في مارس 2015.

### قائمة المستشارين
- 1992 - كارولين كوكس، البارونة كوكس، المستشار الأول للجامعة
- 2001 - جون تايلور، بارون تايلور أوف وارويك
- 2006 - ديون ديجبي، ليدي ديجبي
- 2009 - اللورد فيليبس أوف ورث ماترافيرز، الرئيس السابق للمحكمة العليا وكبير لورد القانون
- 2019 - كيت أدي CBE

### قائمة المديرين ونواب المستشارين
- 1983 - برنارد ماكمانوس مدير معهد دورست
- 1990 - برنارد ماكمانوس، نائب أول للمستشار
- 1994 - جيليان سلاتر
- 2005 - السير بول كوران، الآن نائب رئيس جامعة سيتي لندن
- 2010 إلى الوقت الحاضر - جون فيني[14][15][16][17]

### الشعار
تم منح شعار الجامعة عام 1992 من قبل هيئة الشعار الرسمية لإنجلترا، كلية الأسلحة. تمثل تلبوت، الوحوش الشائنة على الدرع، موقع الحرم الجامعي الرئيسي. تشير التيجان إلى التيجان السكسونية الثلاثة لمملكة ويسيكس والأحياء المجاورة. يمثل اللون الأزرق البحر القريب، مما يعكس موقع الجامعة، على الساحل الجوراسي لدورست. يمثل التنين الأحمر في شعار النبالة دورست، ويمثل التمرير التعلم.
يعني الشعار اللاتيني (Discere Mutari Est) أن التعلم هو التغيير.

## الحرم الجامعي

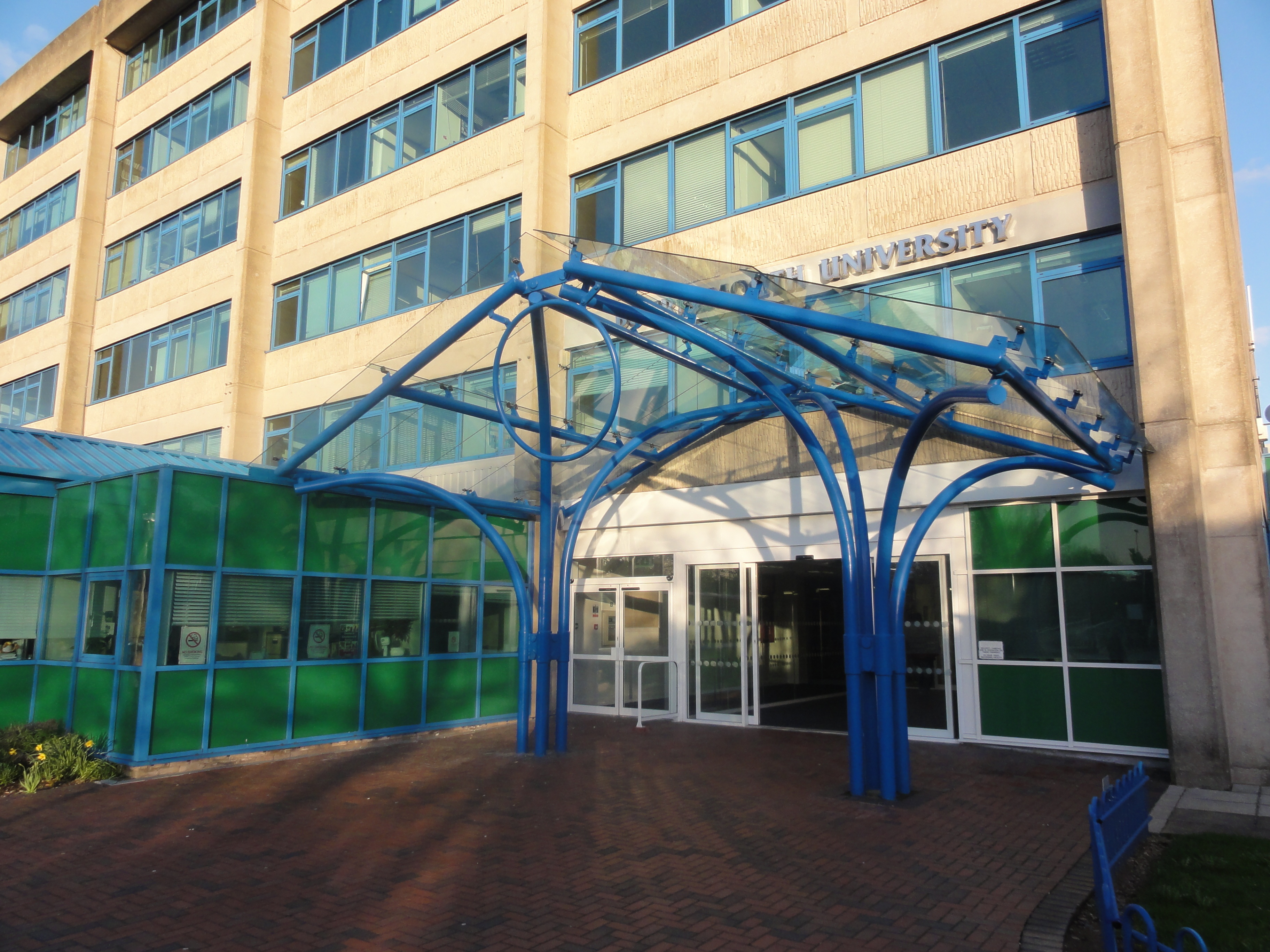
المدخل الرئيسي في حرم تالبوت

تمتلك جامعة بورنموث حرمين جامعيين: حرم تالبوت وحرم لانسداون الجامعي.

### حرم تالبوت
يقع حرم تالبوت الجامعي في فيرن بارو على جانب بول من الحدود مع بورنموث. حيث توجد مباني الجامعة الرئيسية، بما في ذلك اتحاد الطلاب والمكتبة الرئيسية.

### حرم لانسداون الجامعي
يقع حرم لانسداون خارج وسط مدينة بورنموث مباشرةً، ويضم ستة مبانٍ تعليمية وإدارية وملهى ليلي لاتحاد الطلاب وقاعات سكنية مختلفة تقع حول شارع كريست تشيرش وطريق أكسفورد وطريق هولدنهورست. يجري حاليًا بناء كلية دولية جديدة بجامعة بورنموث في الحرم الجامعي. على عكس تالبوت، فإن لانسداون ليس حرمًا جامعيًا مكتفيًا بذاته.

## التنظيم والحوكمة
تنقسم جامعة بورنموث حاليًا إلى الكليات التالية:
- كلية العلوم والتكنولوجيا (علم الآثار والأنثروبولوجيا وعلم الأحياء والجغرافيا والتصميم والهندسة والحوسبة والمعلوماتية وعلوم الطب الشرعي وعلم النفس) - موطن مهرجان التصميم والابتكار[20]
- كلية الإعلام والاتصال - موطن لمركز سياسة وإدارة الملكية الفكرية (CIPPM)، ومركز التميز في ممارسة وسائل الإعلام، والمركز الوطني للرسوم المتحركة الحاسوبية ومركز بحوث تاريخ البث[21][22]
- كلية الصحة والعلوم الاجتماعية
- كلية إدارة الأعمال بجامعة بورنموث - مقر المركز الدولي لأبحاث السياحة والضيافة

## أكاديميون

### الجوائز
في عام 2011، حصلت الجامعة على جائزة كوين أنيفرساري للتعليم العالي والتعليم الإضافي، عن «تدريس الرسوم المتحركة بالكمبيوتر على مستوى عالمي مع تطبيقات علمية وإبداعية واسعة». في 2014 أشاد رئيس مجلس الوزراء بالدورات في الجامعة.

### الترتيب والسمعة
ظهرت جامعة بورنموث لأول مرة في تصنيفات جامعة تايمز للتعليم العالي العالمية في 2015/16: المرتبة المشتركة 401-500 في العالم والمرتبة 57 بين جامعات المملكة المتحدة. شهدت الجامعة اتجاهًا تصاعديًا موجزًا في التصنيفات الوطنية: في عام 2016، ارتفعت من 65 إلى 54 في دليل الجامعة الكامل، من المركز 71 إلى المركز 63 في جدول جامعة الجارديان ومن 88 إلى المركز 82 في دليل جامعة صنداي تايمز الجيدة. تم تبرير الزيادات المرتفعة في الرواتب الممنوحة لنائب رئيس جامعة بورنموث جون فيني باعتبارها انعكاسًا لهذا التحسن.

## الحياة الطلابية
يعتمد اتحاد الطلاب في جامعة بورنموث (SUBU) على حرم تالبوت في مركز الطلاب، الذي تم افتتاحه في عام 2015. مرافقها مفتوحة للطلاب في حرم لانسداون والكليات الشريكة.
يوجد في الاتحاد أكثر من 120 ناديًا وجمعية للطلاب للمشاركة فيها جنبًا إلى جنب مع دراستهم في جامعة بورنموث. يتكون الاتحاد نفسه من أقسام مختلفة، مثل المشورة، والديمقراطية والمساواة، والتمثيل، والعمل التطوعي، والبصيرة والسياسات والأنشطة.
يدير الاتحاد العديد من الأماكن بما في ذلك الملهى الليلي في حرم لانسداون، ومركز التسوق، والمقهى وغيرها.

## مشاهير

### أكاديميون بارزون
- حصل تيموثي دارفيل على وسام رتبة الإمبراطورية البريطانية في قائمة شرف عيد ميلاد الملكة لعام 2010 عن خدماته في علم الآثار.[بحاجة لمصدر]
- جيرنوت ليبشن، مهاجر ألماني نجا من انهيار جدار برلين.[32]
- ديريك بيتمان، عالم آثار ومضيف مشارك في بودكاست كارير إن رينز.[33]

### خريجون متميزون
- السير ديفيد أميس - عضو مجلس النواب
- كارل أشمور - مؤلف للأطفال
- أنجيلا براوننج - عضو مجلس النواب
- نيك هيكتور - مخرج أفلام حائز على جوائز
- ريبيكا هوستابل - مساعدة منتج برنامج سكوت ميلز على راديو بي بي سي 1
- ديفيد لاسمان - كاتب سيناريو، مؤلف سلسلة روايات
- دان أوهاجان - معلق، بي بي سي مباراة اليوم
- غاري تابهاوس - معلق على قناة سكاي سبورت
- صوفي بيتزال - كاتبة سيناريو حائزة على جوائز
- هولي بدج - مغامر، وناشط في مجال الحفاظ على البيئة، ومؤسس مشارك للمؤسسة الخيرية «كم عدد الأفيال»[34]

## روابط خارجية
- موقع جامعة بورنموث
- موقع اتحاد طلاب جامعة بورنموث